# No-man
No-man (officieel met kleine letters) is een Britse band rondom Tim Bowness en Steven Wilson. Steven Wilson is voornamelijk bekend als frontman van Porcupine Tree. De band wordt in 1987 opgericht als No Man Is An Island (Except The Isle of Man).
De band begint met triphop, maar assimileert tal van stijlen gedurende haar jaren van bestaan. Dat gebeurt met name onder de muzikale invloed van Wilson als progressieve rocker en ambientspeler. 
De naam van de band wordt in 1990 no-man als hun eerste single in oktober uitkomt; Colours, een compositie van Donovan, krijgt in Engeland alle aandacht van de muziekbladen. Ook in de navolgende jaren, als no-man bij hetzelfde management als Talk Talk zit, krijgt de band in met name Engeland veel aandacht; daarbuiten is het veel minder; een parallel met Porcupine Tree. De trip hop verdwijnt steeds meer langs de zijlijn en no-man schakelt allerlei musici in uit allerlei muzikale richtingen, bijvoorbeeld Roger Eno (ambient), Ian Carr (jazzrock), Theo Travis (idem), Robert Fripp (progressieve rock) en ex-leden van de band Japan. Daarmee wordt dan ook meteen onduidelijk in welk genre no-man zich begeeft; per fragment, compositie en album verschilt dat. Zelfs invloeden van de minimal music zijn herkenbaar.
Sommige albums zijn in meerdere versies uitgebracht, soms alleen op elpee, maar ook op dvd in 5.1 surround sound. Bowness had regelmatig muzikale uitstapjes, in 2011 verscheen hij met een album Warm winter van Memories of Machines. 

## Discografie

### Studioalbums
- Loveblows & Lovecries - A Confession (1993)
- Flowermouth (1994)
- Wild Opera (1996)
- Returning Jesus (2001)
- Together We're Stranger (2003)
- Schoolyard Ghosts (2008)
- Love You to Bits (2019)

### Verzamelalbums
- Lovesighs - An Entertainment (1992, minialbum)
- Heaven Taste (1995)
- Flowermix (1995)
- Dry Cleaning Ray (1997)
- Radio Sessions: 92-96 (1998)
- Speak (1999)
- Lost Songs Vol - 1 (2001)
- All The Blue Changes - An Anthology 1988–2003 (2006)

### Singles en ep's
- "Colours" (1990)
- "Days In The Trees" (1991)
- "Ocean Song" (1992)
- "Sweetheart Raw" (1993)
- "Only Baby" (1993)
- "Painting Paradise" (1993)
- "Taking It Like a Man" (1994)
- "Housewives Hooked On Heroin" (1996)
- "Dry Cleaning Ray" (1997)
- "Carolina Skeletons" (1998)
- "All That You Are" (2003)
- "The Break-Up for Real" (2007)
- "Wherever there is light" (2009)